# Opština Čair
Die Opština Čair (mazedonisch Општина Чаир; albanisch Komuna e Çairit; von türkisch Çayır für „Wiese“) ist die kleinste Opština Nordmazedoniens und einer der zehn Stadtbezirke der Hauptstadt Skopje. In ihr befindet sich der historische Stadtkern, der heute mehrheitlich aus Bausubstanz aus osmanischer Zeit besteht.
Čair ist einer der am meisten von Touristen besuchten Stadtteile. Anziehend sind die Altstadt mit ihren Karawansereien, den jahrhundertealten Moscheen (unter anderem die Mustafa-Pascha-Moschee), die rekonstruierte Festung Kale, der alte Basar und der Skanderbeg-Platz.

## Geographie
Čair befindet sich am Ostufer des Flusses Vardar im nördlichen Teil des historischen Zentrums von Skopje, gegenüber dem neuen Stadtzentrum. Es grenzt Richtung Südwesten an den Bezirk Centar, Richtung Westen an Karpoš, Richtung Norden an Butel und an Gazi Baba Richtung Osten.

## Bevölkerung
Der letzten Volkszählung von 2021 zufolge hatte Čair 62.586 Einwohner. Mit 17.780 Einwohnern pro Quadratkilometer hat es die höchste Bevölkerungsdichte einer Gemeinde in Nordmazedonien.
42.180 Einwohner bezeichneten sich 2021 ethnisch als Albaner, 5.357 als Mazedonier, 4.182 als Türken, 2.531 Bosniaken und 1.337 als Roma. 500 gaben eine andere Ethnie an, 202 waren Serben, 37 Aromunen, 1 undeklariert, 33 unbekannt und 6.226 Personen wurden von den Gemeinderegistern gezählt, deren ethnische Zugehörigkeit unbekannt war.

## Sprache
Die offiziellen Amtssprachen in der Opština Čair sind neben den nordmazedonischen Amtssprachen mazedonisch und albanisch seit dem 26. Februar 2014 auch türkisch.